# PTSD (Machario)
PTSD is een lied van de Nederlandse rapper Machario in samenwerking met de Nederlandse rappers Brokezart en Jojo Air en producer KlikKlak. Het werd in 2022 als single uitgebracht en stond in 2023 als dertiende track op het album Product van de omgeving van Machario.

## Achtergrond
PTSD is geproduceerd door KlikKlak. Het is een nummer dat past in de genres nederhop en trap. In het lied rappen en zingen de artiesten over hoe ze omgaan met hun moeilijke verledens en hoe ze zelf hun huidige leven verbeteren. Een deel van het nummer ging viraal op mediaplatform TikTok, waarna Machario besloot om het nummer als single uit te brengen. Het was voor alle vier de artiesten de eerste keer dat ze een hitsingle hadden en anno 2023 ook de enige keer.

## Hitnoteringen
De artiesten hadden bescheiden succes met het lied in Nederland. Het stond op de 85e plaats van de Single Top 100 in de enige week dat het in deze hitlijst te vinden was. De Top 40 en haar Tipparade werden niet bereikt.